# Поповце (Лебане)
Поповце (серб. Поповце) — населённый пункт в общине Лебане Ябланичского округа Сербии.

## Население
Согласно переписи населения 2002 года, в селе проживало 379 человек (339 сербов, 39 цыган и 1 лицо, указавшее региональную принадлежность).
| Численность населения | Численность населения | Численность населения | Численность населения | Численность населения | Численность населения | Численность населения | Численность населения |
| 1948                  | 1953                  | 1961                  | 1971                  | 1981                  | 1991                  | 2002                  | 2011                  |
| --------------------- | --------------------- | --------------------- | --------------------- | --------------------- | --------------------- | --------------------- | --------------------- |
| 621                   | 693                   | 633                   | 542                   | 498                   | 472                   | 379                   | 295                   |

## Религия
Согласно церковно-административному делению Сербской православной церкви, село относится к Третьему лебанскому приходу Ябланичского архиерейского наместничества Нишской епархии. В селе расположен храм Святой Параскевы, построенный в 2007 году на фундаменте прежнего храма.